# Терезин
Терезин (чеш. Terezín) град је у Чешкој Републици. Град се налази у управној јединици Устечки крај, у оквиру којег припада округу Литомјержице.
Овде се налази Мала тврђава Терезин.

## Историја
У месту је за време Аустроугарске постојао државни затвор. У њему је био утамничен и умро 1918. године Гаврило Принцип, атентатор на аустроугарског престолонаследника Франца Фердинанда.

## Становништво
Према подацима о броју становника из 2014. године град је имао 2.941 становника.

## Партнерски градови
- Штраусберг
- Дембно